# Igreja da Misericórdia de Alcoutim
A Igreja da Misericórdia de Alcoutim, também referida como Capela e Hospital da Santa Casa da Misericórdia de Alcoutim, é um conjunto histórico situado na vila de Alcoutim, no Distrito de Faro, em Portugal.

## Descrição e história
Esta igreja foi edificada nos princípios do século XVI. Apresenta uma planta de forma rectangular, e um telhado de duas águas. Foi alvo de várias obras de restauro, tendo perdido a capela-mor e o altar, que ostentava uma pintura marmórea.